# Futebol de Alagoas
O futebol de Alagoas é dirigido pela Federação Alagoana de Futebol. A sua principal competição profissional é o Campeonato Alagoano.
Os principais clubes do futebol alagoano, habituais participantes de competições nacionais, são o CSA, o CRB e o ASA, que juntos já conquistaram 81 Campeonatos Alagoanos, nessa ordem como maiores campeões estaduais, e 1 Série C (pelo CSA).
Outros clubes destacados são o Coruripe e o Murici.

## Estádios
O principal estádio de futebol no Alagoas é o Rei Pelé (estádio do CSA). O Rei Pelé foi inaugurado em 25 de outubro de 1970 com uma partida entre a Seleção de Alagoas e o Santos, e desde então é o principal palco de diversos jogos do futebol alagoano, porém outros estádios tem uma relevância para o futebol do estado, como:
- Fumeirão (estádio do ASA e o Cruzeiro)
- Pajuçara (estádio do CRB e o Estivadores)

| Localidade             | Estádio                             | Mandante                                   | Capacidade |
| ---------------------- | ----------------------------------- | ------------------------------------------ | ---------- |
| Atalaia                | Luís de Albuquerque Pontes          | Jaqueirense Sport Atalaia                  | 4.000      |
| Barra de São Miguel    | Olival Elias de Moraes              | Santa Cruz (Barra)                         |            |
| Batalha                | Aloisio Rodrigues                   | Batalhense                                 | 15.000     |
| Boca da Mata           | Olival Elias de Morais              | Santa Rita                                 | 1.800      |
| Capela                 | Manoel Moreira                      | Capela Capelense Canavieiro Dimensão Saúde | 8.000      |
| Coruripe               | Gerson Amaral                       | Coruripe                                   | 7.000      |
| Igaci                  | Zequinha Barbosa                    | Igaci                                      | 3.000      |
| Maceió                 | Cleto Marques Luz                   | Dínamo Ferroviário                         | 4.000      |
| Maceió                 | João Batista                        | 7 de Setembro                              | 10.000     |
| Maceió                 | Gustavo Paiva                       | Barroso Ponte Preta                        | 4.000      |
| Maceió                 | Nelson Peixoto Feijó                | Bandeirante Rio Largo Agrimaq              | 8.000      |
| Marechal Deodoro       | Cordeirão                           | São Domingos                               | 4.000      |
| Marechal Deodoro       | Euclides Mello                      | Real Deodorense                            | 2.000      |
| Matriz de Camaragibe   | Estádio Edivanil Cavalcante Navarro | Bom Jesus                                  | 4.000      |
| Murici                 | José Gomes da Costa                 | São Domingos Murici                        | 5.000      |
| Olho d'Água das Flores | Edson Matias                        | CEO                                        | 6.000      |
| Palmeira dos Índios    | Juca Sampaio                        | CSE                                        | 8.000      |
| Pão de Açúcar          | Antônio Gomes Pascal                | Internacional                              | 4.000      |
| Penedo                 | Alfredo Leahy                       | Igreja Nova Penedense Santa Cruz           | 5.500      |
| Pilar                  | Rubens Canuto                       | Desportiva Aliança                         | 2.000      |
| Porto Calvo            | José Nivaldo                        | São Sebastião                              | 4.000      |
| Porto Calvo            | Pedrosão                            | FF Porto Calvense                          |            |
| Porto Real do Colégio  | Adalberto Cavalcante                | Universal                                  |            |
| Santana do Ipanema     | Arnon de Mello                      | Ipanema                                    | 6.000      |
| São Miguel dos Campos  | Manoel Ferreira                     | Miguelense São Miguel                      | 15.000     |
| União dos Palmares     | Orlando Gomes de Barros             | União Zumbi                                | 4.000      |
| Viçosa                 | Teotônio Vilela                     | Comercial FF Sport Viçosense Teotônio      | 10.000     |

## Clássicos
- Clássico das Multidões (CSA x CRB)[3]

## Competições
Campeonato Alagoano - Série A
ver artigo principal: Campeonato Alagoano
Campeonato Alagoano - Série B
ver artigo principal: Campeonato Alagoano - Segunda Divisão
Copa Alagoas
ver artigo principal: Copa Alagoas
Copa Maceió
ver artigo principal: Copa Maceió